# Second Live Concert: The Great
Second Live Concert: The Great é o segundo álbum ao vivo do grupo sul-coreano Big Bang. O seu lançamento ocorreu em 27 de fevereiro de 2008, através da YG Entertainment. O álbum foi gravado durante a série de concertos The Great realizada na Olympic Fencing Gymnasium em Seul, entre os dias 28 a 30 de dezembro de 2007, o qual atraiu um público total de quinze mil pessoas.

## Lista de faixas
| N.º            | Título                                                                             | Letras                 | Música                                                                               | Arranjos           | Duração |  |
| 1.             | "Crazy Dog + You In the Fantasy"                                                   | G-Dragon               | G-Dragon, Brave Brothers, Perry                                                      | Brave Brothers     | 4:18    |  |
| 2.             | "Shake It" (흔들어; Heundeureo)                                                    | G-Dragon               | G-Dragon, Brave Brothers                                                             | Brave Brothers     | 4:00    |  |
| 3.             | "Wild Wild West"                                                                   | -                      | -                                                                                    | -                  | 3:25    |  |
| 4.             | "Try Smiling" (웃어본다; Useo Bonda) (Daesung solo)                                | An Young Min           | Lee Ryu Won                                                                          | Lee Ryu Won        | 4:37    |  |
| 5.             | "Next Day" (다음날) (Seungri solo)                                                 | Sim Jae Hee            | Derek Bramble                                                                        | Derek Bramble      | 4:33    |  |
| 6.             | "Ma Girl" (Taeyang solo)                                                           | G-Dragon               | Israel Dwaine Cruz                                                                   | Israel Dwaine Cruz | 4:31    |  |
| 7.             | "La La La"                                                                         | Big Bang               | Perry                                                                                | Perry              | 2:59    |  |
| 8.             | "Fool" (바보; Babo)                                                                | G-Dragon               | G-Dragon                                                                             | Brave Brothers     | 4:23    |  |
| 9.             | "This Love" (G-Dragon solo)                                                        | G-Dragon               | G-Dragon, James Valentine, Adam Levine, Ryan Dusick, Mickey Madden, Jesse Carmichael | G-Dragon           | 4:51    |  |
| 10.            | "Lies" (거짓말; Geojitmal)                                                         | G-Dragon               | G-Dragon                                                                             | Brave Brothers     | 4:03    |  |
| 11.            | "Act Like Nothing's Wrong" (아무렇지 않은 척; Amureochi Anheun Cheok) (T.O.P solo) | T.O.P                  | T.O.P, Brave Brothers                                                                | Brave Brothers     | 5:06    |  |
| 12.            | "A Fool's Only Tears" (눈물뿐인 바보; Nunmulppunin Babo)                           | G-Dragon, An Young Min | Jeon Seung Woo                                                                       | Jeon Seung Woo     | 4:46    |  |
| 13.            | "But I Love U" (G-Dragon solo)                                                     | G-Dragon               | G-Dragon, Kush                                                                       | Kush               | 4:40    |  |
| 14.            | "Last Farewell" (마지막 인사; Majimak Insa)                                        | G-Dragon               | G-Dragon, Brave Brothers                                                             | Brave Brothers     | 4:05    |  |
| 15.            | "Always" (Encore)                                                                  | Teddy Park, G-Dragon   | Teddy Park, Perry                                                                    | Teddy Park         | 3:49    |  |
| 16.            | "Lies" (Encore)                                                                    | G-Dragon               | G-Dragon                                                                             | Brave Brothers     | 4:43    |  |
| Duração total: | Duração total:                                                                     | Duração total:         | Duração total:                                                                       | Duração total:     | 68:57   |  |

Notas
- "Crazy Dog + You In the Fantasy" contém demonstrações de "You In the Fantasy" (hangul: 환상 속의 그대; rr:Huansang Sogae Goodae) de Seo Taiji and Boys.
- "Wild Wild West" é uma versão cover que mistura letras da canção "How Gee" do Big Bang com letras e música de "Wild Wild West", escrita por Stevie Wonder, Will Smith, Mohandas Dewese, Rob Fusari. Gravada por Will Smith com participação de Dru Hill & Kool Mo Dee.
- "But I Love U" contém demonstrações de "Rhu", produzida e gravada por Redd Holt Unlimited.

## Desempenho nas paradas musicais
Após o seu lançamento na Coreia do Sul, Second Live Concert: The Great, se posicionou em número três pela parada mensal da Hanteo Albums Chart, obtendo vendas até o fim do ano de 2008 de 27,567 mil cópias.

### Posições
| Paradas (2008)                              | Melhor posição |
| ------------------------------------------- | -------------- |
| Coreia do Sul (Hanteo Monthly Albums Chart) | 3              |
| Coreia do Sul (Hanteo Yearly Albums Chart)  | 45             |

## Histórico de lançamento
| Região        | Data                    | Formato             | Gravadora                       |
| ------------- | ----------------------- | ------------------- | ------------------------------- |
| Coreia do Sul | 27 de fevereiro de 2008 | CD download digital | YG Entertainment Yedang Company |